# Ягунов, Павел Максимович
Павел Максимович Ягунов (10 января 1900, село Чеберчино, Симбирская губерния — 5 июля 1942, близ посёлка Аджимушкай, Крым) — советский военный деятель, полковник (1938). Командир 138-й стрелковой дивизии, руководитель обороны Аджимушкайских каменоломен.

## Образование
Родился в крестьянской семье. Окончил сельскую школу в 1913, 4-ю Ташкентскую объединённую военную школу в 1923, курсы «Выстрел» (подготовка командиров среднего звена) в 1930, курсы «Выстрел» (подготовка командиров старшего звена) в 1938.

## Военная служба
В юности был разносчиком писем и документов при волостном правлении. Рано ушёл из родительского дома в поисках заработка. В Красную Армию вступил добровольцем в июле 1919. Служил в отдельном Туркестанском коммунистическом батальоне, участвовал в боях с войсками генерала А. И. Деникина и белоказачьими формированиями под Актюбинском. В сентябре 1919 года вступил в коммунистическую партию. В течение многих лет служил в Средней Азии, в составе частей Закаспийского фронта участвовал в ликвидации басмаческого движения Энвер-паши и Джунаид-хана. Был командиром стрелкового батальона и полка. Характеризовался как волевой, грамотный в военном отношении командир.
В 1938 году был командиром 65-го стрелкового полка на Дальнем Востоке в звании полковника. В июле того же года снят с должности и арестован в связи с арестом его бывшей супруги Юлии Александровны (у той, в свою очередь, по обвинению в шпионаже был арестован брат). В конце августа 1938 года приговорён к 10 годам лишения свободы за то, что не содействовал властям в «разоблачении своей бывшей жены, пособницы шпиона». В июне 1939 года реабилитирован и восстановлен в партии. Был назначен начальником Бакинского пехотного училища.
По воспоминаниям дочери, Клары Павловны Ягуновой, «не терпел, когда ему оказывали особые знаки внимания. Однажды завмаг прислал нам на дом корзину с отборными фруктами. Дома никого не было, и я приняла её. Папа страшно рассердился и потребовал, чтобы забрали корзину и никогда этого не делали. Помню наш приезд на Дальний Восток. Отец командовал полком. По его распоряжению сначала были отремонтированы дома и квартиры для подчинённых, а потом, в самую последнюю очередь, с наступлением холодов — для нас. В Баку, будучи старшим начальником, он при распределении квартир в последнюю очередь и далеко не лучшую оставил себе».

## Участие в Великой Отечественной войне

### Бои в Крыму
В сентябре 1941 назначен командиром 138-й стрелковой дивизии, которая с середины января 1942 в составе 51-й армии воевала на Керченском полуострове. Дивизия провела ряд успешных боёв, понеся при этом значительные потери. С марта 1942 — начальник отдела боевой подготовки Крымского фронта (в ранге второго заместителя начальника штаба фронта).
14 мая 1942, после прорыва немецкими войсками линии обороны Крымского фронта был назначен командиром сводного отряда, оставленного для прикрытия эвакуации сил фронта через Керченский пролив. В состав отряда вошёл резерв командного и политического состава фронта (несколько сот человек), курсанты авиационных школ, 1-й запасной полк Крымского фронта, 65-й отдельный железнодорожно-восстановительный батальон и др. К отряду присоединялись и некоторые отступавшие части Крымского фронта. Ожесточённые бои 15-17 мая в районе Аджимушкая задержали и отвлекли немецкие войска и позволили значительной части подразделений фронта произвести эвакуацию (так, только 16 и 17 мая с трёх пристаней были перевезены на таманский берег 41 тысяча человек).
17 мая район Аджимушкайских каменоломен, в котором находился отряд Ягунова, был полностью окружён немцами. Позднее бывший командующий Крымским фронтом генерал Д. Т. Козлов вспоминал: «Полковник Ягунов честно выполнил приказ, обороняя посёлок Аджимушкай».

### Командир обороны Аджимушкайских каменоломен
После окружения отряд Ягунова занял оборону в Центральных Аджимушкайских каменоломнях — подземных выработках для добычи известняка. Ягунов создал систему управления «подземным гарнизоном», сформировал штаб, разделил личный состав на три батальона, создал разведывательные и противотанковые подразделения, медицинскую службу, установил строгую воинскую дисциплину. Среди его ближайших соратников были комиссар гарнизона, старший батальонный комиссар И. П. Парахин, заместитель командира полковник Ф. А. Верушкин, заместитель командира по тылу интендант II ранга С. Т. Колесников, начальник штаба гарнизона старший лейтенант П. Е. Сидоров (сослуживец Ягунова по Бакинскому пехотному училищу), начальник политического отдела батальонный комиссар Ф. И. Храмов, начальник продовольственного отдела интендант II ранга А. И. Пирогов, командиры батальонов подполковник Г. М. Бурмин, майор (по другим данным, капитан) А. П. Панов, капитан В. М. Левицкий и др.
Гарнизон подземной крепости, составлявший несколько тысяч человек, с первых дней столкнулся с недостатком боеприпасов, пищи, а, главное, воды. Вместе с комиссаром Парахиным Ягунов почти каждый день посещал госпиталь, следя, чтобы до раненых полностью доходил положенный им паёк. Против совершавших вылазки аджимушкайцев немцы применяли артиллерию и танки, а также газы. В момент первой газовой атаки приказал передать в эфир радиограмму: «Всем народам Советского Союза! Мы, защитники обороны города Керчи, задыхаемся от газа, умираем, но в плен не сдаёмся». Ценой огромных потерь бойцы, запертые в подземелье, научились защищаться от газовых атак.
В конце июня — начале июля гарнизон совершил несколько вылазок, в ходе одной из которых были захвачены трофеи — немецкое оружие и боеприпасы. При их осмотре Ягунов погиб, обезвреживая неразорвавшуюся гранату. Был единственным участником обороны, которого похоронили в гробу, сделанном из досок кузова грузовика. В 1987 при проведении поисковых работ могила была обнаружена. Останки торжественно перезахоронены в центральном сквере посёлка Аджимушкай.
Один из участников обороны, А. И. Лодыгин, вспоминал: «При Ягунове у всех находившихся в каменоломнях была уверенность в выходе из создавшегося положения. После гибели его многие, как говорится, повесили голову… Но после продолжительной разъяснительной работы вновь появилась уверенность». Новым командиром стал подполковник Г. М. Бурмин. Лишь 30 октября 1942 последние оставшиеся в живых 7 воинов гарнизона во главе с Бурминым и Парахиным были захвачены в состоянии полного истощения. Но и позднее каменоломни становились базой для партизан из местных жителей и военнопленных.
Подвигу полковника Ягунова посвящена книга А. А. Соболевского «Командир подземного гарнизона», вышедшей в Мордовском книжном издательстве к 30-летию Великой Победы (1975).
Указом Президента СССР № 115 от 5 мая 1990 года Павел Максимович Ягунов награждён орденом Красного Знамени (посмертно).